# Ali Mohammed al-Nimr
Ali Mohammed Baqir al-Nimr, in arabo: علي محمد باقر النمر‎ (Al Awamiya, 20 dicembre 1994) è un attivista saudita.
È nipote dello sceicco Nimr Baqir al-Nimr, importante figura religiosa sciita popolare tra i giovani sauditi e critico nei confronti del governo del paese.

## Biografia
Ali Mohammed al-Nimr nacque ad Al Awamiya, in Arabia Saudita. Studiò nella scuola superiore Alttarfih Al-ssahil e completò gli studi in carcere. Prigioniero politico saudita, ancora adolescente partecipò alle proteste in Arabia Saudita del 2011-2012 durante la cosiddetta "primavera araba". Fu arrestato il 14 febbraio 2012, condannato a morte nel maggio 2014, e al settembre 2015 in attesa di ratifica della sua esecuzione da parte di re Salman. La sentenza dovrebbe essere eseguita per decapitazione e crocifissione, che secondo i media statali sauditi significa esposizione in pubblico del corpo dopo la morte, come monito per la popolazione.
Il processo di al-Nimr è stato oggetto di critiche da parte di una commissione di esperti di diritti umani delle Nazioni Unite e di Amnesty International, che chiesero la sospensione della condanna e un giusto processo per il giovane. Nel 2015 anche il presidente ed il primo ministro francese, rispettivamente François Hollande e Manuel Valls, chiesero l'annullamento dell'esecuzione. Ali al-Nimr è il nipote di Nimr Baqir al-Nimr, importante leader della comunità sciita in Arabia Saudita, anch'esso arrestato e condannato a morte dalla corte criminale speciale il 15 ottobre 2014 per attività antigovernative, con condanna eseguita il 2 gennaio 2016, insieme ad altre 46 persone. La famiglia di Ali al-Nimr ritiene che la parentela con lo sceicco Nimr al-Nimr fu l'effettiva causa della condanna di Ali.

### Arresto e condanna
In seguito alla partecipazione alle proteste antimonarchiche del 2011 a Qatif, nell'est dell'Arabia Saudita, Ali al-Nimr fu arrestato. Era il 14 febbraio 2012 e secondo il padre l'arresto fu eseguito durante la notte dalla polizia segreta saudita, con una vettura che investì Ali e gli procurò diverse fratture che lo costrinsero in ospedale per diversi giorni. Ali fu condotto alla prigione General Directorate of Investigations (GDI) di Dammam, nella provincia orientale dell'Arabia Saudita, trasferito poi in un carcere minorile a Dar al-Mulahaza per poi tornare al GDI di Dammam all'età di 18 anni.
Durante la prigionia Ali ha dichiarato di essere stato torturato e costretto a firmare una confessione. L'accusa era di far parte di un'organizzazione terrorista, di detenzione di armi, di aver attaccato la polizia con delle bottiglie Molotov e di incitare le persone a manifestare. Il 27 maggio 2014 Ali fu così condannato a morte dal tribunale criminale speciale di Gedda, e i suoi successivi appelli alla corte criminale speciale ed alla corte suprema vennero rigettati. Al settembre 2015 Ali al-Nimr attendeva la ratifica reale, dopo la quale la sua sentenza di decapitazione e crocifissione sarebbe stata eseguita. Secondo il comitato di esperti dell'ONU il processo ad al-Nimr non risponde ad alcuna delle norme internazionali; inoltre le autorità saudite impedirono ad Ali di essere assistito dal suo avvocato, prima e durante il processo.

### Le pressioni internazionali
Nel settembre 2015 i sostenitori britannici della causa di Ali, incluso il leader dell'opposizione Jeremy Corbyn, chiesero al governo britannico di pressare l'Arabia Saudita per fermare l'esecuzione. Christof Heyns, il relatore speciale delle Nazioni Unite sulle esecuzioni extragiudiziali, sommarie o arbitrarie, e Benyam Mezmur, il presidente del comitato dei diritti dell'infanzia delle Nazioni Unite assieme ad altri esperti di diritti umani, chiesero al governo saudita di annullare l'esecuzione e dare ad al-Nimr un giusto processo.
Il 23 e 24 settembre 2015 anche il presidente francese François Hollande e il primo ministro Manuel Valls chiesero alle autorità saudite di cancellare la sentenza.
Il 27 settembre 2015 Anonymous dichiarò di aver attaccato un server disabilitando diversi siti web governativi sauditi per alcune ore, in protesta contro la condanna a morte di Ali al-Nimr, dichiarando che l'organizzazione non sarebbe rimasta a guardare. Inoltre, una petizione lanciata da Avaaz per la cancellazione della sentenza raccolse milioni di firme in meno di 24 ore.